# El hombre que mira
El hombre que mira es una película erótica dirigida por el director italiano Tinto Brass y protagonizada por Katarina Vasilissa y Francesco Casale.

## Argumento
Dodo, es un joven profesor universitario casado con Silvia, con la que mantiene una morbosa relación.
Silvia es una joven de engañosa y perversa personalidad. Alberto, el padre de Dodo, es exhibicionista y provocador. Fausta, la enfermera, es desvergonzada y desinhibida. Pascale, alumna de Dodo, vive un tórrido romance con él.
Un universo de ambiguos personajes, para los que el sexo es una forma de vida.
- Datos: Q3819977